# Pokovka
Pokovka ali koruza pokovka (angleško popcorn) je vrsta koruze, katere zrna ob segrevanju v vročem olju ali suhi toploti počijo in se napihnejo. Kot taka so v zahodnem svetu priljubljen prigrizek in jih imenujemo tudi kokice. Da bi dobili izboljšan pridelek pokovke, vzgajajo posebne varietete koruze, sorta Zea mays subsp. mays.

## Pokanje
Koruzna zrna so obdana s čvrsto ovojnico, notranjost pa predstavlja škrob z vezano vodo. Če zrna segrejemo nad 250 °C, voda v notranjosti preide iz tekočega v plinasto stanje. Tlak v zrnu se zelo poveča, saj para zavzema veliko večjo prostornino kot tekoča voda. Čeprav ima voda vrelišče pri 100 °C, se zaradi visokega tlaka v zrnu uplini šele pri okoli 250 °C. Tedaj zaradi hipnega porasta tlaka ovojnica zrna poči in zaradi nadtlaka in visoke temperature zmehčan škrob se začne hitro raztezati. Trenutkoma se ohladi in strdi v penasti obliki, značilni za pokovko.

## Pokovka in zdravje
Pokovka vsebuje veliko vlaknin in malo kalorij. Vsebuje vitamina B1 in B2 ter kalij. Ne vsebuje natrija in sladkorja. Sama koruza ne vsebuje maščob, vendar pa se pokovka pripravlja s segrevanjem na olju in se na koncu priprave posoli. Z zdravstvenega vidika je priporočljiva uporaba majhnih količin maščob in soli. 

## Izvor
Pokovka izvira iz Amerike, vendar ni znano, kdaj so jo prvič začeli pripravljati. Ameriški staroselec Quadequine je 22. februarja 1630. leta predstavil pokovko angleškim kolonialistom.
Znano je, da so pokovko ameriški staroselci uporabljali že pred prihodom Krištofa Kolumba. Leta 1948 so v votlinah blizu Nove Mehike odkrili 5600 let staro klasje pokovke.